# Lepton
A leptonok olyan elemi részecskék, amelyek nem vesznek részt az erős kölcsönhatásban (kvarkok), és nem is közvetítenek kölcsönhatást. Ide tartozik az elektron, a müon, a tau (τ) részecske és a nekik megfelelő neutrínók, valamint ezek antirészecskéi.
Az első két sor (zöld) az első elemirészecske-családba tartozó leptonokat mutatja, a következő kettő (kék) a második család leptonjait, az utolsó kettő (narancs) a harmadikba tartozókat.
| Név               | jel | nyugalmi tömeg | elektromos töltés (e) | élettartam (s) |
| ----------------- | --- | -------------- | --------------------- | -------------- |
| Elektron neutrínó | νe  | < 0,28 eV/c2   | 0                     | stabil         |
| Elektron          | e-  | 511 keV/c²     | -1                    | stabil         |
| Müon neutrínó     | νμ  | < 270 keV/c²   | 0                     | stabil         |
| Müon              | μ-  | 105,7 MeV/c²   | -1                    | 2,197 · 10−6   |
| Tau neutrínó      | ντ  | < 31 MeV/c²    | 0                     | stabil         |
| Tau-lepton        | τ-  | 1777 MeV/c²    | -1                    | 3,4 · 10−13    |

A lepton elnevezés a görög könnyű (λεπτός) szóból ered, mivel (legalábbis az elnevezéskor ismertek) könnyebbek mint a hadronok.